# روبي أيرونز
روبي أيرونز هو لاعب هوكي الجليد كندي، ولد في 19 نوفمبر 1946 في تورونتو في كندا.

## وصلات خارجية
- روبي أيرونز على موقع دوري الهوكي الوطني (الإنجليزية)
- روبي أيرونز على موقع EliteProspects.com (الإنجليزية)
- روبي أيرونز على موقع HockeyDB.com (الإنجليزية)
- روبي أيرونز على موقع Hockey-Reference.com (الإنجليزية)